# Elin Lanto
Elin Birgitta Lanto (née le 22 juillet 1984 à Litslena, commune d'Enköping) est une chanteuse suédoise.

## Carrière
Elin Lanto signe d'abord avec le label suédois indépendant Rodeo Records en 2001. Elle perce auprès du grand public avec son premier single I Won't Cry au second semestre 2004 (chanson reprise par Emilia Rydberg en 2008). Le deuxième I Can Do It (Watch Me Now) est un succès avec quinze semaines sur la liste des ventes suédoises. Son premier album sort le 23 février 2005 et atteint la 25e place du classement des ventes. En février 2005, elle est la première partie d'Amy Deasismont.
En 2006, Elin Lanto participe au concours musical télévisé Rampfeber sur TV4 et chante en duo avec Runar Søgaard puis avec Johan Kinde de Lustans Lakejer.
Elin Lanto participe au Melodifestivalen 2007 avec la chanson Money, écrite par Lasse Andersson et interprétée dans la première partie du concours à Jönköping le 3 février. Elle est éliminée mais repêchée dans Andra Chancen, mais y est éliminée lors du duel contre Jessica Andersson.
En 2009, Lanto fait ses débuts aux États-Unis en sortant le single Discotheque sur l'iTunes Store américain, contenant également un nouveau remix de Jonas von de Burg. Discotheque fait partie de la bande originale de l'épisode Lauréates de la série The L Word, diffusé le 1er mars 2009.
De 2004 à 2007, Lanto fait de la musique pop. De 2007 à 2009, elle commence à expérimenter la musique électronique/powerpop. Dans les mois qui précèdent sa performance au Melodifestivalen 2010, elle sort Love Made Me Stupid qui présente une combinaison de musique pop rock avec des éléments dance/powerpop.
Lanto participe ainsi au Melodifestivalen 2010, lors de la troisième émission à Göteborg, avec la chanson Doctor Doctor, dans ce nouveau style, écrite par Mirja Breitholtz et Tony Nilsson. Elle est avant-dernière et est éliminée. Lanto maintient la sortie de son deuxième album Love Made Me Do It début mai 2010. Spiders Web, une ballade acoustique électropop sortira également en single.
Elle vit mal cet échec et cesse sa carrière de chanteuse, en dépit d'un single en 2014 et devient actrice avec une participation dans le film Zon 261. Après une liaison avec l'acteur Rafael Edholm de 2011 à 2014, en 2016, elle devient la compagne du guitariste de Hoffmaestro John Lindgren ; il est également réalisateur et monteur pour le cinéma. Elle tient en 2018 son premier rôle important d'actrice dans le film d'action Operation Ragnarök. Elle reprend également la musique dans un style country folk.

## Discographie
Albums
- 2005 : One
- 2010 : Love Made Me Do It

Singles
- 2004 : I Won't Cry
- 2005 : I Can Do It (Watch Me Now)
- 2005 : We Fly
- 2007 : Money
- 2008 : Speak 'N Spell
- 2008 : My Favourite Pair Of Jeans
- 2008 : Discotheque
- 2009 : Love Made Me Stupid
- 2010 : Doctor Doctor
- 2010 : Tickles
- 2010 : Funeral
- 2014 : Skylight